# Queen City Bowl
El Queen City Bowl, llamado Duke's Mayo Bowl por derechos de patrocinio, es un bowl de fútbol americano universitario que se juega anualmente en el Bank of America Staduim de Charlotte, Carolina del Norte desde 2002. Usualmente el partido involucra a un equipo de la Atlantic Coast Conference (ACC) contra uno de la Southeastern Conference (SEC) o del Big Ten Conference. Originalmente el partido era conocido como Queen City Bowl, pero ha cambiado de nombre en varias ocasiones por patrocinadores como Continental Tire (2002–2004), Meineke Car Care Center (2004–2010), la tienda departamental Belk (2011–2019), y C.F. Sauer Company hasta Duke's Mayonnaise (2020–presente).

## Historia
Fue creado en 2002 por Raycom Sports (ahora parte de Gray Television). El partido es aprobado por la NCAA como Queen City Bowl, que pasó a ser Continental Tire Bowl (2002–2004), Meineke Car Care Bowl (2005–2010), y Belk Bowl (2011–2019) hasta su nombre actual.
Anteriormente enfrentaba al n.º 5 de la Atlantic Coast Conference (ACC) contra el n.º 3 de la American Athletic Conference (AAC). Originalmente el bowl elegía a un equipo del Big East Conference, hasta que la conferencia desapareció en 2013.
En 2011, la cadena de tiendas por departamento Belk adquirió el derecho de patrocinar el bowl hasta 2013. Tras su periodo inicial, Belk extendió el acuerdo por seis años hasta 2019. En 2014, el bowl contaba con la participación del segundo lugar de la ACC ante el segundo lugar del Southeastern Conference (SEC), antes de la creación del College Football Playoff (CFP).
En noviembre de 2019 Belk informó que no renovaría el patrocinio después de 2019. En junio de 2020, Duke's Mayonnaise fue anunciado como el nuevo patrocinador del bowl.
En 2020, el rival de la ACC en el bowl fue alternado entre el Big Ten Conference y SEC desde 2025, con el equipo del Big Ten en años nones y los del SEC en años pares. La conferencia que no manda un equipo al bowl juega en Las Vegas Bowl.
El juego de 2020 recibió una notable cobertura en redes sociales por el mariscal de campo Graham Mertz de Wisconsin, quien accidentalmente rompió el trofeo hecho de cristal.

## Resultados
| Año  | Nombre                | Campeón               | Campeón | Finalista            | Finalista | Asistencia |
| ---- | --------------------- | --------------------- | ------- | -------------------- | --------- | ---------- |
| 2002 | Continental Tire Bowl | Virginia              | 48      | n.º 15 West Virginia | 22        | 73 535     |
| 2003 | Continental Tire Bowl | Virginia              | 23      | Pittsburgh           | 16        | 51 236     |
| 2004 | Continental Tire Bowl | n.º 25 Boston College | 37      | North Carolina       | 24        | 73 258     |
| 2005 | Meineke Car Care Bowl | NC State              | 14      | USF                  | 0         | 57 937     |
| 2006 | Meineke Car Care Bowl | n.º 23 Boston College | 25      | Navy                 | 24        | 52 303     |
| 2007 | Meineke Car Care Bowl | Wake Forest           | 24      | Connecticut          | 10        | 53 126     |
| 2008 | Meineke Car Care Bowl | West Virginia         | 31      | North Carolina       | 30        | 73 712     |
| 2009 | Meineke Car Care Bowl | n.º 17 Pittsburgh     | 19      | North Carolina       | 17        | 50 389     |
| 2010 | Meineke Car Care Bowl | USF                   | 31      | Clemson              | 26        | 41 122     |
| 2011 | Belk Bowl             | NC State              | 31      | Louisville           | 24        | 58 427     |
| 2012 | Belk Bowl             | Cincinnati            | 48      | Duke                 | 34        | 48 128     |
| 2013 | Belk Bowl             | North Carolina        | 39      | Cincinnati           | 17        | 45 211     |
| 2014 | Belk Bowl             | n.º 13 Georgia        | 37      | n.º 20 Louisville    | 14        | 45 671     |
| 2015 | Belk Bowl             | Mississippi State     | 51      | NC State             | 28        | 46 423     |
| 2016 | Belk Bowl             | n.º 18 Virginia Tech  | 35      | Arkansas             | 24        | 46 902     |
| 2017 | Belk Bowl             | Wake Forest           | 55      | Texas A&M            | 52        | 32 784     |
| 2018 | Belk Bowl             | Virginia              | 28      | South Carolina       | 0         | 48 263     |
| 2019 | Belk Bowl             | Kentucky              | 37      | Virginia Tech        | 30        | 44 138     |
| 2020 | Duke's Mayo Bowl      | Wisconsin             | 42      | Wake Forest          | 28        | 1500       |
| 2021 | Duke's Mayo Bowl      | South Carolina        | 38      | North Carolina       | 21        | 45 520     |

- Fuente:[8]

## Apariciones

### Por Equipo
| # | Equipo               | Apariciones | Record |
| - | -------------------- | ----------- | ------ |
| 1 | North Carolina       | 5           | 1–4    |
| 2 | Virginia             | 3           | 3–0    |
| 2 | North Carolina State | 3           | 2–1    |
| 2 | Wake Forest          | 3           | 2–1    |
| 5 | Boston College       | 2           | 2–0    |
| 5 | Cincinnati           | 2           | 1–1    |
| 5 | Pittsburgh           | 2           | 1–1    |
| 5 | South Florida        | 2           | 1–1    |
| 5 | Virginia Tech        | 2           | 1–1    |
| 5 | West Virginia        | 2           | 1–1    |
| 5 | South Carolina       | 2           | 1–1    |
| 5 | Louisville           | 2           | 0–2    |

Equipos con solo una aparición
- Ganaron (4): Georgia, Kentucky, Mississippi State, Wisconsin
- Perdieron (6): Arkansas, Clemson, Connecticut, Duke, Navy, Texas A&M

Diez de los catorce miembros actuales de la ACC's (Boston College, Clemson, Duke, Louisville, North Carolina, NC State, Pittsburgh, Virginia, Virginia Tech and Wake Forest) han jugado el bowl al menos una vez. Los que nunca lo han jugado son Florida State, Georgia Tech, Miami y Syracuse. Las dos apariciones de Pittsburgh, y una de Boston College y Louisville, participaron cuando formaban parte del Big East Conference.

### Por Conferencia
| Conferencia    | Record | Record | Record | Record                                                     | Apariciones                                                | Apariciones |
| Conferencia    | J      | G      | P      | Ganados                                                    | Perdidos                                                   |             |
| -------------- | ------ | ------ | ------ | ---------------------------------------------------------- | ---------------------------------------------------------- | ----------- |
| ACC            | 20     | 10     | 10     | 2002, 2003, 2005, 2006, 2007, 2011, 2013, 2016, 2017, 2018 | 2004, 2008, 2009, 2010, 2012, 2014, 2015, 2019, 2020, 2021 |             |
| The American   | 11     | 5      | 6      | 2004, 2008, 2009, 2010, 2012                               | 2002, 2003, 2005, 2007, 2011, 2013                         |             |
| SEC            | 7      | 4      | 3      | 2014, 2015, 2019, 2021                                     | 2016, 2017, 2018                                           |             |
| Big Ten        | 1      | 1      | 0      | 2020                                                       |                                                            |             |
| Independientes | 1      | 0      | 1      |                                                            | 2006                                                       |             |

- El récord de la American incluye apariciones del Big East Conference, debido a que The American es la versión original del Big East, tras el reacomodo de equipos en 2013. Los representantes del Big East participaron en 10 juegos, con récord de 5–5.
- Independientes: Navy (2006)

## Jugador Más Valioso

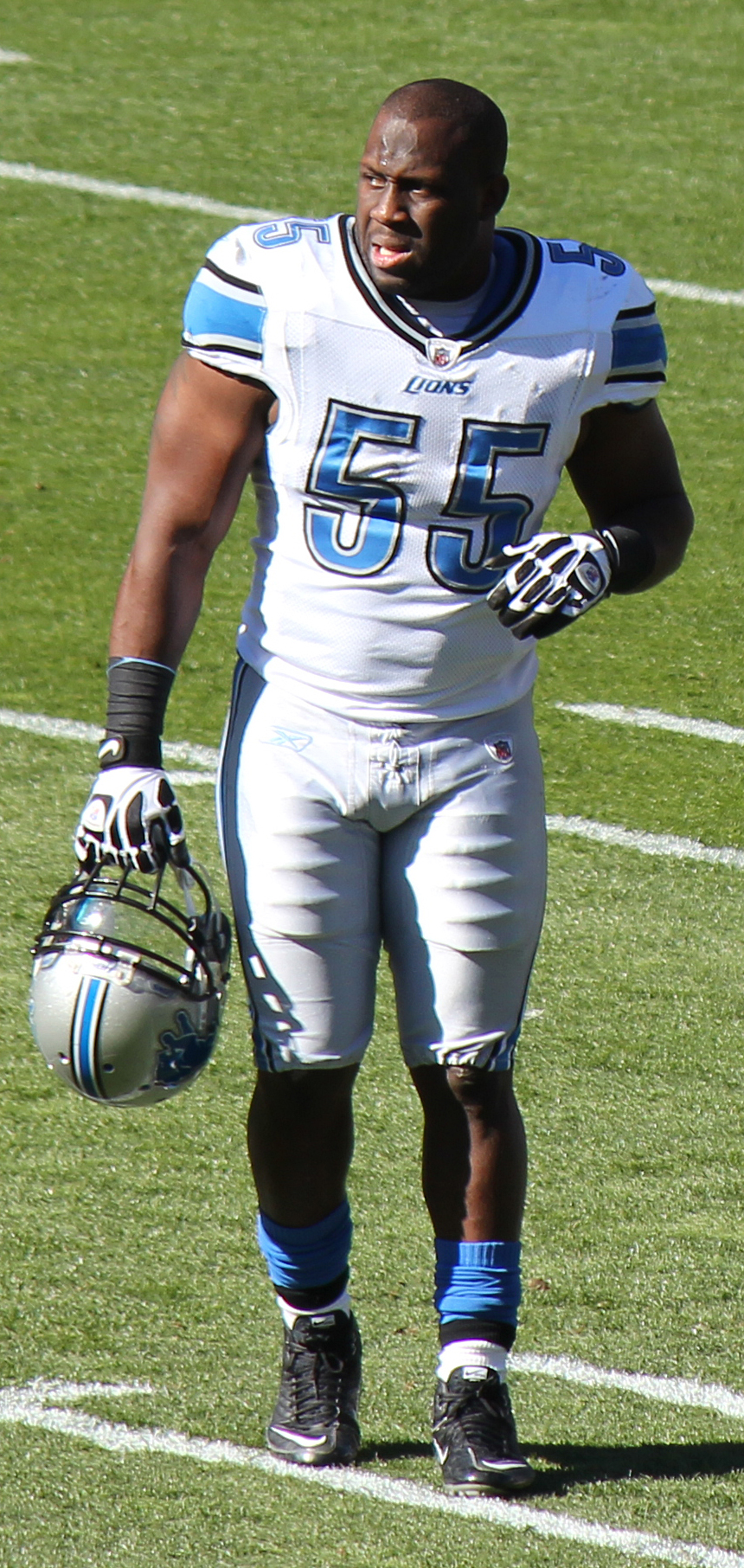
El MVP de 2005 Stephen Tulloch

| Año  | MVP               | Equipo            | Posición |
| ---- | ----------------- | ----------------- | -------- |
| 2002 | Wali Lundy        | Virginia          | TB       |
| 2003 | Matt Schaub       | Virginia          | QB       |
| 2004 | Paul Peterson     | Boston College    | QB       |
| 2005 | Stephen Tulloch   | NC State          | LB       |
| 2006 | JoLonn Dunbar     | Boston College    | LB       |
| 2007 | Kenneth Moore     | Wake Forest       | WR       |
| 2008 | Pat White         | West Virginia     | QB       |
| 2009 | Dion Lewis        | Pittsburgh        | RB       |
| 2010 | B. J. Daniels     | South Florida     | QB       |
| 2011 | Mike Glennon      | NC State          | QB       |
| 2012 | Brendon Kay       | Cincinnati        | QB       |
| 2013 | Ryan Switzer      | North Carolina    | WR       |
| 2014 | Nick Chubb        | Georgia           | RB       |
| 2015 | Dak Prescott      | Mississippi State | QB       |
| 2016 | Cam Phillips      | Virginia Tech     | WR       |
| 2017 | John Wolford      | Wake Forest       | QB       |
| 2018 | Olamide Zaccheaus | Virginia          | WR       |
| 2019 | Lynn Bowden       | Kentucky          | QB       |
| 2020 | Jack Sanborn      | Wisconsin         | LB       |
| 2021 | Dakereon Joyner   | South Carolina    | WR/QB    |

## Récords
| Equipo                             | Record, Equipo vs. Rival                                               | Año       |
| ---------------------------------- | ---------------------------------------------------------------------- | --------- |
| Más Puntos Anotados                | 55, Wake Forest vs. Texas A&M                                          | 2017      |
| Más Puntos Acumulados              | 107, Wake Forest vs. Texas A&M                                         | 2017      |
| Más Puntos Anotados (perdedor)     | 52, Texas A&M vs. Wake Forest                                          | 2017      |
| Menos Puntos Permitidos            | 0, compartido con: NC State vs. USF Virginia vs. South Carolina        | 2005 2018 |
| Mayor victoria                     | 28, Virginia vs. South Carolina                                        | 2018      |
| Yardas Totales                     | 646, Wake Forest vs. Texas A&M                                         | 2017      |
| Yardas Terrestres                  | 331, Kentucky vs. Virginia Tech                                        | 2019      |
| Yardas Aéreas                      | 499, Texas A&M vs. Wake Forest                                         | 2017      |
| First downs                        | 36, Duke vs. Cincinnati                                                | 2012      |
| Menos Yardas Terrestres Permitidas | 36, Virginia Tech vs. Arkansas                                         | 2016      |
| Menos Yardas Aéreas Permitidas     | 73, Virginia Tech vs. Kentucky                                         | 2019      |
| Individual                         | Nombre, Equipo vs. Rival                                               | Año       |
| Touchdowns Totales                 | 4, Wali Lundy (Virginia)                                               | 2002      |
| Yardas Terestres                   | 266, Nick Chubb (Georgia)                                              | 2014      |
| Touchdowns Terrestres              | 2, most recently: Graham Mertz (Wisconsin)                             | 2020      |
| Yardas Aéreas                      | 499, Nick Starkel (Texas A&M)                                          | 2017      |
| Touchdowns Aéreos                  | 4, más reciente: John Wolford (Wake Forest)                            | 2017      |
| Yardas por Recepción               | 217, Hakeem Nicks (North Carolina)                                     | 2008      |
| Recepciones de Touchdown           | 3, más reciente: Jaquarii Roberson (Wake Forest)                       | 2020      |
| Intercepciones                     | 2, compartido con: David Amerson (NC State) Dominick Sanders (Georgia) | 2011 2014 |
| Jugadas Largas                     | Nombre, Record, Equipo vs. Rival                                       | Año       |
| Touchdown Terrestre                | 63 yds., British Brooks (North Carolina)                               | 2021      |
| Pase de Touchdown                  | 83 yds., Travis Kelce de Brendon Kay (Cincinnati)                      | 2012      |
| Regreso de Kickoff                 | 78 yds., T. J. Logan (North Carolina)                                  | 2013      |
| Regreso de Despeje                 | 86 yds., Ryan Switzer (North Carolina)                                 | 2013      |
| Regreso de Intercepción            | 72 yds., Collin Wilder (Wisconsin)                                     | 2020      |
| Despeje                            | 79 yds., Will Monday (Duke)                                            | 2012      |
| Gol de Campo                       | 54 yds., Brian Johnson (Virginia Tech)                                 | 2019      |

- Fuente:[9]